# Judah Bergmann
Julius Judah Bergmann (auch Julius Jordan Bergmann, Julius Bergmann, Yehuda Bergmann, geb. 30. August 1874 in Bereschany, Galizien, Österreich-Ungarn; gest. 22. November 1954 in Jerusalem, Israel) war ein galizisch-deutsch-israelischer Rabbiner.

## Leben
Judah Bergmann studierte 1893 bis 1897 am Rabbinerseminar in Wien und legte das Rabbinerexamen ab. 1897 promovierte er zum Dr. phil. an der Universität Wien. Danach arbeitete er als Rabbiner in Mähren; erst in Loschitz, dann in Friedeck. Ab 1901 war Judah Bergmann Rabbiner in Karlsruhe. Nach 1906 war er Rabbiner in Frankfurt (Oder). Ab 1908 lebte er in Berlin. Judah Bergmann war 1919 Mitbegründer der Freien Jüdischen Volkshochschule Berlin an der er auch Vorträge hielt. Durch die in verschiedenen, über Berlin verteilten Hörsälen angebotenen Lehrvorträge und mehrmonatigen Seminarkurse sollte jugendlichen und erwachsenen Juden die Möglichkeit gegeben werden, „sich systematisch von sachkundiger Seite über das Judentum belehren zu lassen“ mit dem Ziel der „Hebung des jüdischen Selbstbewusstseins“. Er war lange Zeit Vizepräsident des Vereins für Jüdische Geschichte und Literatur in Berlin. Im April 1934 musste er wegen der Machtergreifung der Nationalsozialisten aus Deutschland fliehen und emigrierte mit seiner Frau und der jüngsten Tochter Lotte nach Palästina. Dort wurde er Rabbiner am Hadassah-Hospital und an der tschechischen Synagoge in Jerusalem.

## Familie
Judah Bergmann war mit Hedwig Rosenzweig (1882–1951) verheiratet, mit der er acht Kinder hatte.
- Ernst David Bergmann (1903 in Karlsruhe – 1975)
- Rose Weiler (20. Dezember 1905 in Karlsruhe – 1998)[5]
- Arthur Bergmann (16. Dezember 1906 in Berlin[6] – 26. Oktober 1979)
- Felix Bergmann (17. August 1908 in Berlin – 2002)
- Alfred Bergmann (1910 in Berlin – 1940)
- Josef Bergmann (1913 in Berlin – 2005)
- Theodor Bergmann (1916 in Berlin – 2017)
- Lotte Hanna Walter (April 1918 in Berlin – 1984)

## Schriften (Auswahl)
- Jüdische Apologetik in neutestamentlichen Zeitalter. G. Reimer, Berlin 1908.
- Soziale Ethik im Judentum : zur fuenften Hauptversammlung in Hamburg 1913. Hrsg.: Verband der Deutschen Juden. Kauffmann, Frankfurt am Main 1914.
- Die Legenden der Juden. C.A. Schwetschke & Sohn, Berlin 1919.
- Hugo Gressmann, Ismar Elbogen, Judah Bergmann, Michael Guttmann, Julius Guttmann, Leo Baeck: Entwicklungsstufen der jüdischen Religion : mit Beiträgen von Leo Baeck. A. Töpelmann, Geissen 1927.
- Ismar Elbogen, Judah Bergmann: Gedenkbuch für Moses Mendelssohn. Hrsg.: Verband der Vereine für Jüdische Geschichte und Literatur in Deutschland. M. Poppelauer, Berlin 1929.
- Das Judentum : Gedanke und Gestaltung. Rubin Mass, Berlin 1933.

Judah Bergmann verfasste Artikel über jüdische Geschichte und Folklore in der Monatszeitschrift für Geschichte und Wissenschaft des Judentums.